# Александра Жекова
Александра Жекова е българска сноубордистка. Висока е 167 см. и тежи 63 кг.
Влиза в сноуборда през 1999 г. Тренира при баща си Виктор Жеков, който води състезателката ни по ветроходство Ирина Константинова на игрите в Атина, майка ѝ е Божана Жекова. Златен медалист от Зимната универсиада през февруари 2015 в Сиера Невада (Испания). 
Александра завършва 35.СЕУ "Добри Войников" в София, а после специализира в Националната спортна академия. Тя е спортист на Българската ски федерация.
Жекова е на първо място в общото класиране на Европейската купа през 2006 година.
През 2010 г. носи знамето на България на откриването на Олимпийските игри във Ванкувър.
Жекова е сочена като най-голямата надежда на България за медал от Игрите във Ванкувър. По време на квалификацията тя пада и разтяга мускул, с което приключва участието си на Олимпиадата. 
Първата си победа за Световната купа по сноуборд печели през март 2011 г. в дисциплината бордъркрос в Ароза (Швейцария).
На Олимпийските игри в Сочи 2014 достига успешно до финалите на бордъркрос, където успява да се задържи трета до момента, в който италианката Микела Мойоли ѝ препречва пътя на метри от финалната права. В крайна сметка Жекова завършва състезанието пета.
През свободното си време практикува уиндсърф, мотокрос, уейкборд, сърф, планинско колоездене, скейтборд, бадминтон, скуош, голф, езда, дайвинг, фитнес и други спортове.
На 11 декември 2015 Александра Жекова взема участие на Световната купа в Montafon, Австрия. На 5 март 2016 година печели старт от световната купа във Вейсоназ, Швейцария.
На 18 април 2019 година обявява, че прекратява спортната си кариера.

## Участия на зимни олимпийски игри
| Олимпийски игри            | Място     | Държава    | дисциплина | класиране               |
| -------------------------- | --------- | ---------- | ---------- | ----------------------- |
| Зимни олимпийски игри 2010 | Ванкувър  | Канада     | Бордъркрос | Отпада в Квалификацията |
| Зимни олимпийски игри 2014 | Сочи      | Русия      | Бордъркрос | 5                       |
| Зимни олимпийски игри 2018 | Пьонгчанг | Южна Корея | Бордъркрос | 6                       |

## Успехи

### Подиуми FIS Световна купа
| Сезон       | Дата              | Локация                 | Място      |
| ----------- | ----------------- | ----------------------- | ---------- |
| 2005 – 2006 | 14 януари 2006    | Кронплац, Италия        | 3-то място |
| 2006 – 2007 | 11 март 2007      | Лейк Плесид, САЩ        | 2-ро място |
| 2007 – 2008 | 13 март 2008      | Валмаленко, Италия      | 2-ро място |
| 2009 – 2010 | 12 септември 2009 | Чапелко, Аржентина      | 2-ро място |
| 2010 – 2011 | 8 декември 2010   | Лех ам Арлберг, Австрия | 3-то място |
| 2010 – 2011 | 17 декември 2010  | Телюрайд, САЩ           | 2-ро място |
| 2010 – 2011 | 24 март 2011      | Ароза, Швейцария        | 1-во място |
| 2010 – 2011 | 25 март 2011      | Ароза, Швейцария        | 1-во място |
| 2011 – 2012 | 19 януари 2012    | Вейзоназ, Швейцария     | 2-ро място |
| 2011 – 2012 | 22 януари 2012    | Вейзоназ, Швейцария     | 3-то място |
| 2011 – 2012 | 8 февруари 2012   | Блу Маунтин, Канада     | 2-ро място |
| 2011 – 2012 | 14 март 2012      | Валмаленко, Италия      | 2-ро място |
| 2012 – 2013 | 14 декември 2012  | Телюрайд, САЩ           | 3-то място |
| 2013 – 2014 | 11 януари 2014    | Валнорд, Андора         | 2-ро място |
| 2013 – 2014 | 11 март 2014      | Вейзоназ, Швейцария     | 3-то място |
| 2015 – 2016 | 5 март 2016       | Вейзоназ, Швейцария     | 1-во място |

### Други успехи
- Трето място за СК (дисциплина Parallel GS) във Фурано, Япония, 16 февруари 2007 г.[9]
- Трето място за СК (дисциплина Border-cross) в Кронплац, Италия, януари 2006 г.
- Първо място в генералното класиране за Европейската купа през 2006 г.
- Второ място за СК (дисциплина Border-cross) в Лейк Плесид, САЩ, март 2007 г.
- Второ място на СК (дисциплина Border-cross) в Бад Гащайн, Австрия, април 2007 г.
- Второ място за СК (дисциплина Border-cross) в Чапелко, Аржентина, 12 септември 2009 г.
- Първа по точки в ранглистата на FIS за 2011 г.
- Първо място за СК (дисциплина Border-cross) в Ароза, Швейцария, 24 март 2011 г.
- Първо място за СК (дисциплина Border-cross) в Ароза, Швейцария, 25 март 2011 г.
- Второ място в генералното класиране на FIS за Кристалния глобус 2011 г.
- 17 пъти е медалистка от стартовете за световната купа на FIS в периода 2007 – 2014 г.
- Сребърна медалистка от Winter X Games, САЩ, 2012 г.
- Трето място в общото класиране за Кристалния глобус на FIS за 2014 г.
- Пето място в Зимните олимпийски игри в Сочи, 2014 г.